# Clara Bryld
Clara Luise Bryld (født 2. september 1983 på Frederiksberg i København[kilde mangler]), bedre kendt som Clara Bryld, er en dansk sanger, pianist, sangskriver/komponist og musikunderviser.

## Liv og karriere
Clara Bryld udgav sit debutalbum On Your Wall i 2010 (Divine Records), indspillet i samarbejde med guitarist Christian Bluhme. I 2011 blev On Your Wall tildelt en præmiering på 75.000 kr. fra Statens Kunstfond og i samme år nomineret til en Danish Music Award Jazz i kategorien Årets Danske Crossover Jazzudgivelse.
I 2016 fulgte opfølgeren Time Turbulence (Gateway Music), indspillet i samarbejde med musiker Emil Jensen.
I 2022 udkom Poems Of A Decade (Luise Music) - en samling nyere og ældre sange, indspillet og produceret af Clara Bryld under coronakrisen. Albummet blev i 2022 nomineret til en Danish Music Award Jazz i kategorien Årets Vokaljazzudgivelse.
Efter studentereksamen fra Christianshavns Gymnasium færdiggjorde Clara Bryld i 2012 en kandidatuddannelse (cand.musicae) som sanger/musiker og komponist fra Rytmisk Musikkonservatorium (RMC). Udover sit virke i Danmark har hun spillet koncerter og turneret i lande som Vietnam, Argentina, USA, Norge og Tyskland. Hun har bl.a. samarbejdet med musikere som Efterklang (DK), Django Bates (UK), Henry Grimes (US), Hannah Schneider (DK), Tobias Trier, CS Nielsen samt filminstruktørerne Nicole N. Horanyi, Mette Carla Toft Albrechtsen, Andreas Koefoed og lyriker Christel Wiinblad.
Som musikunderviser i sang, kor, sangskrivning, klaver, hørelære, musikteori og band (sammenspil) har hun været ansat som højskolelærer på Musik og Teaterhøjskolen (2016-2017), Jyderup Højskole (2017-2018) og Den Rytmiske Højskole (2019-2020). Fra 2020 har hun været ansat på Sankt Petri Musikskole og Sankt Petri Skole i indre København, hvor hun underviser i solosang, kor, klaver og elementær musikforståelse.
Clara Brylds morfar Andreas Larsen, også kaldet "Gnisten", var organist i Herlufsholm Kirke (1938-1988) og indenfor samme periode musiklærer på Herlufsholm. Han lærte sin ældste datter, den klassiske filolog Clara Elisabet Bryld, kaldet Clarissa, at spille klaver. Som voksen sendte Clara Elisabet Bryld sine tre døtre, herunder Clara Bryld, til at synge i kor i Frederiksberg Kirke. Clara Bryld begyndte som 5-årig desuden på moderens opfordring at spille klassisk klaver. Hendes musikalske barndom var dermed præget af klassisk musik, indtil hun i teenageårene begyndte at interessere sig for improvisation, jazz, rock, pop, soul m.fl. samt poesi og tekstskrivning. Clara Brylds far er historikeren Claus Bryld.

## Diskografi

### Som solist
- 2010 - On Your Wall
- 2016 - Time Turbulence
- 2022 - Poems Of A Decade

### Medvirker på
- 2007 - Efterklang: Parades
- 2008 - Django Bates & StoRMChaser: Spring Is Here, Shall We Dance?
- 2008 - Lima Lima: Oh Mighty Thought Control
- 2011 - Hannah Schneider - Window Sessions
- 2011 - When Saints Go Machine - Konkylie
- 2011 - Johanna Elina - Our Garden
- 2012 - Tobias Trier - Elektrisk Regn
- 2012 - Diverse Kunstnere - Ti
- 2012 - The Act of Killing - Filmsoundtrack
- 2013 - Peder: Ghost Of A Smile
- 2013 - Efterklang & Copenhagen Phil - The Piramida Concert
- 2015 - Kværn - Turen Ned Af Trappen
- 2020 - CS Nielsen - Pilgrims